# Red Bluff
Red Bluff és una població del comtat de Tehama a l'estat de Califòrnia (Estats Units d'Amèrica).

## Demografia
Segons el cens del 2000, Red Bluff tenia 13.147 habitants,
5.109 habitatges, i 3.239 famílies. La densitat de població era de 683,2 habitants/km².
Dels 5.109 habitatges en un 36,2% hi vivien nens de menys de 18 anys, en un 42,4% hi vivien parelles casades, en un 16,5% dones solteres, i en un 36,6% no eren unitats familiars. En el 30,7% dels habitatges hi vivien persones soles el 14% de les quals corresponia a persones de 65 anys o més que vivien soles. El nombre mitjà de persones vivint en cada habitatge era de 2,47 i el nombre mitjà de persones que vivien en cada família era de 3,07.
Per edats la població es repartia de la següent manera: un 28,7% tenia menys de 18 anys, un 9,9% entre 18 i 24, un 28,6% entre 25 i 44, un 18% de 45 a 60 i un 14,7% 65 anys o més.
L'edat mediana era de 34 anys. Per cada 100 dones de 18 o més anys hi havia 84,1 homes.
La renda mediana per habitatge era de 27.029 $ i la renda mediana per família de 32.799 $. Els homes tenien una renda mediana de 26.807 $ mentre que les dones 21.048 $. La renda per capita de la població era de 14.060 $. Entorn del 17,7% de les famílies i el 21,1% de la població estaven per davall del llindar de pobresa.

## Poblacions properes
El següent diagrama mostra les poblacions més properes.